# Euneura sirphidi
Euneura sirphidi är en stekelart som beskrevs av Jean Risbec 1957. Euneura sirphidi ingår i släktet Euneura och familjen puppglanssteklar.
Artens utbredningsområde är Madagaskar. Inga underarter finns listade i Catalogue of Life.